# کشت زاران
کشتزاران(کسد)، روستایی از توابع بخش مرکزی شهرستان فریدون‌شهر در استان اصفهان ایران است.

## جمعیت
این روستا در دهستان پیشکوه موگوئی قرار دارد و براساس سرشماری مرکز آمار ایران در سال۱۴۰۲ جمعیت آن ۲۱ نفر  ( ۶خانواده ) بوده‌ است.